# Meir (stație de premetrou din Antwerpen)
Meir (în neerlandeză Premetrostation Meir) este o stație a premetroului din Antwerpen, care face parte din rețeaua de tramvai din Antwerpen. Stația este situată sub artera comercială cu același nume.

## Caracteristici

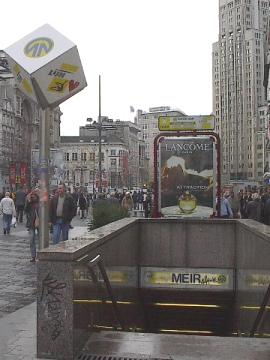
Intrarea în stația Meir.

Stația Meir este, împreună cu stațiile Groenplaats și Opera, cea mai veche stație a rețelei de premetrou. Ea a fost inaugurată pe 25 martie 1975, împreună cu tronsonul de 1,3 km dintre Groenplaats și Diamant. Amenajarea interiorului denotă că pentru construcție au existat fonduri suficiente: stația este pavată cu marmură, spațiile sunt generoase și nu există stâlpi de susținere care să îngreuneze accesul.
La nivelul -1 se găsesc două săli pentru bilete, separate de un spațiu deschis situat deasupra peroanelor. Peroanele, care au o lungime de 90 de metri și sunt situate între linii, se află la nivelul -2.
Până în 2004 nu a existat nicio intervenție de modernizare a stației Meir, dar începând din acel an și până în septembrie 2005 au fost efectuate lucrări de facilitare a accesului persoanelor cu mobilitate redusă: au fost instalate ascensoare, refăcută semnalizarea, montate indicatoare de pericol și uși automate.
Din 1 septembrie 2012, tramvaiul 2 care circula prin stație a fost înlocuit cu tramvaiul 9.